# Scunthorpe United Football Club
L'Scunthorpe United Football Club és un club de futbol anglès de la ciutat de Scunthorpe, Lincolnshire.

## Història

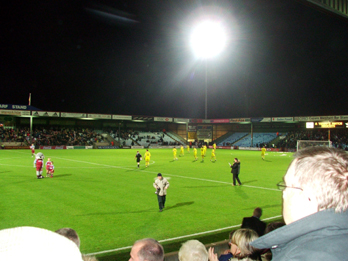
Glanford Park.

El club fou fundat l'any 1899. El 1910 es fusionà amb el rival local Lindsey United esdevenint Scunthorpe & Lindsey United, i el 1912 esdevingué professional i ingressà a la Midland Football League. Guanyà el campionat les temporades 1926-27 i 1938-39. L'any 1950 fou acceptat el seu ingrés a la Football League. L'any 1958 aconseguí ascendir a la Division Two, on hi romangué fins al 1964. Les següents dècades compaginà la Tercera i Quarta categories angleses. L'any 2007 guanyà la League One i ascendí a Championship (segona categoria) quasi quatre dècades després.
Els seus colors són el grana i el blau. Juga a l'estadi Glanford Park des del 1988, jugant anteriorment a l'Old Show Ground.

## Trajectòria
- 1950-1958: Tercera categoria
- 1958-1964: Segona categoria
- 1964-1968: Tercera categoria
- 1968-1972: Quarta categoria
- 1972-1973: Tercera categoria
- 1973-1983: Quarta categoria
- 1983-1984: Tercera categoria
- 1984-1999: Quarta categoria
- 1999-2000: Tercera categoria
- 2000-2005: Quarta categoria
- 2005-2007: Tercera categoria
- 2007-2008: Segona categoria
- 2008-2009: Tercera categoria
- 2009-2011: Segona categoria
- 2011-2013: Tercera categoria
- 2013-present: Quarta categoria

## Palmarès
- Tercera divisió anglesa Nord:
  - 1957-58
- Tercera divisió anglesa:
  - 2006-07